# Polisportiva Brindisi Sport 1951-1952
Questa voce raccoglie le informazioni riguardanti  la Polisportiva Brindisi Sport nelle competizioni ufficiali della stagione 1951-1952.

## Rosa
| N. |                   | Ruolo | Calciatore         |
| -- | ----------------- | ----- | ------------------ |
|    | Italia (bandiera) | P     | Angelo Arrighi     |
|    | Italia (bandiera) | A     | Amorino Bearzi     |
|    | Italia (bandiera) | C     | Lino Begnini       |
|    | Italia (bandiera) | A     | Giovanni Carnevali |
|    | Italia (bandiera) | D     | Mario Cassiani     |
|    | Italia (bandiera) | C     | Bruno Di Giulio    |
|    | Italia (bandiera) | P     | Roberto Franchin   |
|    | Italia (bandiera) | C     | Carlo Garolfi      |
|    | Italia (bandiera) | C     | Nicola Gregorio    |

| N. |                   | Ruolo | Calciatore              |
| -- | ----------------- | ----- | ----------------------- |
|    | Italia (bandiera) | A     | Renzo Lombardi          |
|    | Italia (bandiera) | A     | Danilo Michelini        |
|    | Italia (bandiera) | A     | Luciano Padoan          |
|    | Italia (bandiera) | A     | Alfredo Ragona          |
|    | Italia (bandiera) | C     | Luigi Regazzi           |
|    | Italia (bandiera) | A     | Antonio Sari            |
|    | Italia (bandiera) | A     | Domenico Sartorello     |
|    | Italia (bandiera) | D     | Mirco Tagliamento       |
|    | Italia (bandiera) | D     | Renato Giorgio Visentin |